# Pronkenburg (Scheveningen)

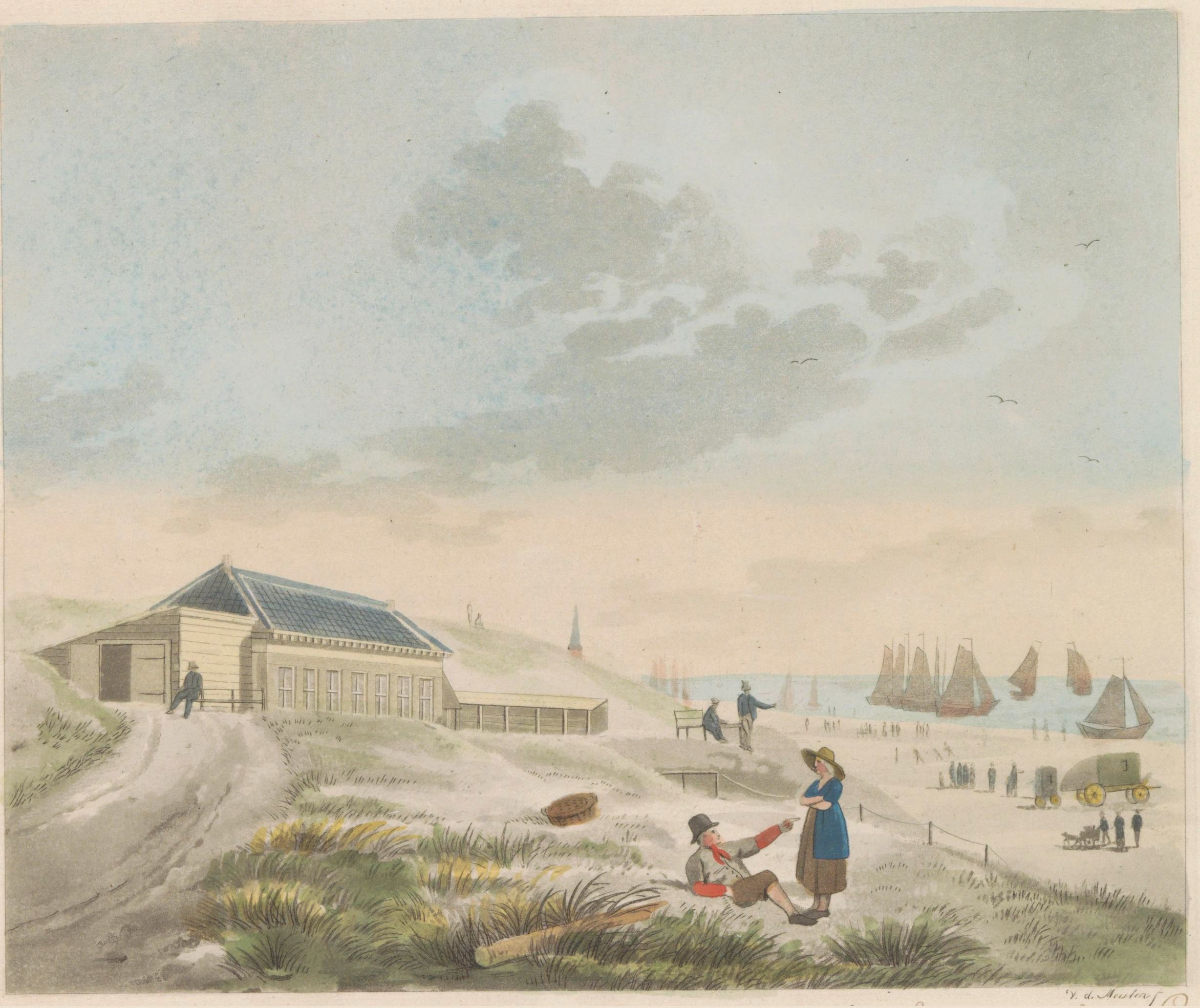
Pronkenburg in circa 1825

Pronkenburg was de bijnaam van een professioneel badhuis in de duinen bij Scheveningen. Het is de verre voorloper van het Kurhaus.
Jacob Pronk was uitbater van dit badhuis dat in bedrijf was tussen 1818 en 1826. Pronk had al ideeën voor een geneeskrachtig badhuis in 1806 maar werd voor gek versleten. In 1818 kwam zijn eerste badhuis van de grond; het was een houten badhuis dat buiten het badseizoen opgeslagen werd; in het voorjaar werd het herbouwd. Het had een ontvangstruimte en vier kamers met badkuipen, die zouden bijdragen aan herstel van ziekte. Pronk onderhield toen ook twee badkoetsen annex waterkarren.
Om er een definitievere versie van de maken vroeg Pronk geld aan de provincie Zuid-Holland; een stenen gebouw kon de bijna 1900 gasten beter bedienen. Uit het bedrag van 8.000 gulden werd ook een betere weg naar het gebouw neergelegd; de latere Gerard Deynootweg. In wijde omgeving was er niets soortgelijks, van heinde en ver kwamen patiënten. Tekenaar Roelof van der Meulen heeft het in de stenen periode vastgelegd.
Dat veranderde toen de gemeente Den Haag onder burgemeester Lodewijk Constantijn Rabo Copes van Cattenburch haar oog op de eventuele inkomsten van een beter badhuis in de trant van badhuizen in bijvoorbeeld Boulogne-sur-Mer wel zag zitten. Ze liet een gemeentelijk badhuis bouwen en stuurde Jacob Pronk met (gedwongen) pensioen. Zijn creatie werd omgebouwd tot dokterswoning. De klap voor Pronkenburg kwam in 1832 met een grote choleraepidemie. Gasten bleven weg, overigens in het hele gebied en de omgeving verviel. Daaraan kwam pas een eind toen Scheveningen in de jaren tachtig van de 19e eeuw begon aan de bouw van het Kurhaus.    